# Шепот от отвъдното (сезон 3)
Третият сезон на Шепот от отвъдното, американски сериал, създаден от Джон Грей, се излъчва в САЩ между 28 септември 2007 г. и 16 май 2008 г., съдържайки 18 епизода. Сериалът следи живота на млада жена, която може да общува с духовете на мъртвите. Докато някои хора отблъскват нея и дарбата ѝ, Мелинда се бори да води възможно най-нормален живот със семейството си.
Третият сезон се излъчва в САЩ всяка петък вечер в 20:00 по CBS, където получава 8,67 милион зрители средно на епизод, втори най-нисък среден рейтинг от всички сезони, преди пети сезон. Сезонът е прекъснат от стачката на сценаристите и заради нея са заснети само 18 от планираните 22 епизода.

## Сюжет
В трети сезон Мелинда разбира истината за семейството си. Том Гордън не ѝ е баща, а майка ѝ не е раждала друго дете, освен нея. Тя също открива, че точно в нейния антикварен магазин има вход за подземен заровен град. Преди години част от жителите на Грандвю били изгорени и заровени живи, а сегашният град е построен отгоре им.
Същевременно Джим и Мелинда вземат решение, че искат свое дете. В края на сезона, докато героите на сериала пресичат улица, професор Пейн отбелязва, че те са шестима, но има само пет сенки.

## Продукция
„Шепот от отвъдното“ е планиран приблизително 2 години преди премиерата си. Той е съвместна продукция на ABC Studios и CBS. Базиран е на истории на Джеймс Ван Прааг и Мери Ан Уинковски. Заснет е на сцени в Universal Studios, като за част от декора са използвани декори от други филми. Екипът на сериала твърди, че са посещавани от истински духове, докато снимат.
В началото са предвидени само 13 епизода за целия сериал, но след успешния си дебют на 23 септември 2005 година е поръчан пълен 22-епизодов първи сезон. След като „Шепот от отвъдното“ разбива мита за проклятието на петък вечер (в САЩ в петък вечер рейтингите на всички предавания падат) той продължава и за втори сезон. Трети сезон прави своята премиера, но рейтингите падат и това съвпада със стачката на сценаристите, която оставя сериала 3 месеца без нови епизоди и в опасност от спиране. Но CBS поръчват още 6 епизода и така сезонът остава най-краткият от всички, със своите 18 епизода.

## Рейтинг
Трети сезон дебютира със значително по-ниски рейтинги от предишните сезони. Те варират между 8 и 10 милиона зрители. Поради спадналите рейтинги и стачката на сценаристите, сериалът влиза в зона „Опасност от спиране“, но CBS поръчват още 6 епизода към трети и четвърти сезон.

## DVD релийзи
| Сезон | Данни | Екстри | Дата на пускане |
| ----- | --- | --- | --- |
| 3     | - 18 епизода - 5 диска - Видео: Широкоерканно 1.78:1 Aspect Ratio - Аудио: Dolby Digital 5.1 Surround - Със субтитри | - Аудио коментари - Зад сцените - The Other Side II уеб епизоди - Игри - Къща, обитавана от духове - Mash up - Дневникът на Мелинда | Регион 1 2 септември 2008 Регион 2 6 април 2009 Регион 3 3 март 2009 Регион 4 12 март 2009 (Австралия) 12 май 2009 (Бразилия) |

## Герои и актьори
| Актьор            | Герой             |
| ----------------- | ----------------- |
| Дженифър Лав Хюит | Мелинда Гордън    |
| Дейвид Конрад     | Джим Кланси       |
| Камрин Манхайм    | Делиа Банкс       |
| Кристоф Сандърс   | Нед Банкс         |
| Джей Мор          | Професор Рик Пейн |

## Епизоди
| Еп. № | Заглавие                     | Сценарист(и)                    | Режисьор(и)        | Първо излъчване                                           | Брой зрители (в милиони) |
| --- | ---------------------------- | ------------------------------- | ------------------ | --------------------------------------------------------- | ------------------------ |
| 1 | The Underneath               | Джон Грей                       | Джон Грей          | 28 септември 2007 г. (САЩ) 6 септември 2009 г. (България) | 8.72                     |
| Дженифър носи в антикварния магазин на Мелинда предмети от къщата на починалите си родители. След това Мелинда помага на Дженифър с баща ѝ, който е умрял млад. Мелинда намира склад с новини и открива, че майка ѝ има много скрита история, включително че дотогава я е лъгала, че не вижда духове. |                              |                                 |                    |                                                           |                          |
| 2 | Don't Try This At Home       | Теди Таненбаум и Лоури МъкКарти | Иън Сандър         | 5 октомври 2007 г. (САЩ) 14 септември 2009 г. (България)  | 8.91                     |
| Когато Кървавата Мери се сблъсква с Мелинда и няколко момичета влизат в кома, вследствие от голям страх, Мелинда трябва да разбере от единствената все още незасегната какво е направила с приятелките си и дали наистина Кървавата Мери е при Мелинда. |                              |                                 |                    |                                                           |                          |
| 3 | Haunted Hero                 | Брийн Фрейзър и Карл Шлаефер    | Ерик Ланювил       | 12 октомври 2007 г. (САЩ) 20 септември 2009 г. (България) | 8.90                     |
| Приятелят на Джим, Мат се завръща вкъщи, след като е служил в чужбина, но е изгубил паметта си. Съюзниците на Мат се появяват като духове, за да му помогнат да възвърне паметта си и да спре слуховете, които се носят за него. |                              |                                 |                    |                                                           |                          |
| 4 | No Safe Place                | Ренин Реншоу                    | Питър О'Фалън      | 19 октомври 2007 г. (САЩ) 21 септември 2009 г. (България) | 8.95                     |
| Когато Джим и Мелинда излизат на вечеря, срещат Шейн, който казва на Мелинда, че го преследва духа на жена, която го е следяла. Мелинда скоро разбира, че Шейн лъже и той е бил преследвача и по негова вина жената е мъртва, но той започва да следи и Мелинда, също така се опитва и да отдалечи Делия от нея. Мелинда трябва да спре Шейн, преди и нея да я сполети същата съдба. В крайна сметка го арестуват. В края на епизода Мелинда слиза в мазето на магазина си и вижда духът на Шейн там. Той започва да я заплашва, но изведнъж някой го дърпа рязко през стената... |                              |                                 |                    |                                                           |                          |
| 5 | Weight Of What Was           | П.К. Саймъндс                   | Глория Музио       | 26 октомври 2007 г. (САЩ) 27 септември 2009 г. (България) | 9.99                     |
| Гейбриъл се завръща в Грандвю, а Мелинда открива, че под магазина ѝ лежи целият Грандвю, съществувал преди много години. Там тя открива църква с духове на изгорени живи хора. Когато единственият изход от подземния град се срутва, Мелинда се изправя пред борба за своя собствен живот, виждайки духа на баща си и на прапрабаба си Теса. |                              |                                 |                    |                                                           |                          |
| 6 | Double Exposure              | Лоури МъкКарти                  | Ерик Ланювил       | 2 ноември 2007 г. (САЩ) 21 октомври 2009 г. (България)    | 9.18                     |
| Мелинда и професор Пейн се запознават с учителка, която е имала връзка със свой ученик. Приятелката му разбира за връзката и се опитва да се самоубие, а в същото време приятелят ѝ загива. Сега духът на момчето преследва учителката си, обвинявайки я за смъртта на приятелката си, без да знае, че тя е оцеляла. |                              |                                 |                    |                                                           |                          |
| 7 | Unhappy Medium               | Брийн Фрийзър                   | Фредерик Е.О. Тойе | 9 ноември 2007 г. (САЩ) 22 октомври 2009 г. (България)    | 9.85                     |
| Мелинда разследва семейство, което са наели медиум шарлатан, за да се свържат с изчезналата си дъщеря. Но Мелинда открива, че момичето е в далеч по-различно състояние от това, което медиумът казва. |                              |                                 |                    |                                                           |                          |
| 8 | Bad Blood                    | П.К. Саймъндс и Лоури МъкКарти  | Питър Вернер       | 16 ноември 2007 г. (САЩ) 23 октомври 2009 г. (България)   | 9.85                     |
| Мелинда открива духове, които безпокоят мъж и дъщеря му. За да ѝ позволят да им помогне, духовете играят с Мелинда игра на 20 въпроса. |                              |                                 |                    |                                                           |                          |
| 9 | All Ghosts Lead To Grandview | Лори МъкКарти и П.К. Саймъндс   | Фредерик Е.О. Тойе | 23 ноември 2007 г. (САЩ) 24 октомври 2009 г. (България)   | 9.98                     |
| Мелинда и Джим срещат малкото момиче Бека в гората. Те научават, че Бека също вижда духове, но родителите ѝ я подлагат на лечение и затова Бека е избягала. Мелинда обяснява важността на дарбата на Бека на родителите ѝ, но в този момент Бека казва, че се е преструвала, лъжейки, колкото да не я мислят за луда. |                              |                                 |                    |                                                           |                          |
| 10 | Holiday Spirit               | Ренин Реншоу                    | Стийв Робман       | 14 декември 2007 г. (САЩ) 27 октомври 2009 г. (България)  | 9.80                     |
| Мелинда е на гости на момче на име Райли и докато не украсяват елхата за Коледа, Мелинда се опитва да го накара да ѝ каже за странните неща, които той вижда. |                              |                                 |                    |                                                           |                          |
| 11 | Slam a.k.a. Slambook         | Карл Шлаефер и Даниел Синклер   | Марк Розман        | 11 януари 2008 г. (САЩ) 28 октомври 2009 г. (България)    | 9.86                     |
| В училището на Нед започват да става странни неша и Мелинда му помага да разбере кои са духовете. С напредването на историята Мелинда започва да разследва интригите и клюките из училището, преди да открие причината за преследванията. |                              |                                 |                    |                                                           |                          |
| 12 | First, Do Not Harm           | Джон Грей                       | Иън Сандър         | 18 януари 2008 г. (САЩ) 30 октомври 2009 г. (България)    | 9.91                     |
| Мелинда помага на дух, който обвинява Джим за смъртта си в експлозия. |                              |                                 |                    |                                                           |                          |
| 13 | Home But Not Alone           | П.К. Саймъндс и Лоури МъкКарти  | Ерик Ланювил       | 4 април 2008 г. (САЩ) 31 октомври, 2009 г. (България)     | 9.0                      |
| Странни неща започват да се случват на семейството на новата приятелка на Нед. Мелинда им помага, като открива, че духът е бащата на момичето. Дали ще може Мелинда да скрепи семейството на момичето? |                              |                                 |                    |                                                           |                          |
| 14 | The Grave Sitter             | Джон Грей                       | Фредерик Е.О. Тойе | 11 април 2008 г. (САЩ) 3 ноември 2009 г. (България)       | 8.55                     |
| След като на няколко пъти рисуват графити на вратата на магазина на Мелинда, тя отива при местния интернет блогър, мислейки, че той го прави, за да привлече внимание към нея и да разкрие тайната ѝ. Мелинда прави шокиращо откритие и трябва да премине през най-големия си страх – Подземния Грандвю, за да помогне на духа. |                              |                                 |                    |                                                           |                          |
| 15 | Horror Show                  | Ренин Реншоу                    | Иън Сандър         | 25 април 2008 г. (САЩ) 4 ноември 2009 г. (България)       | 8.98                     |
| Мелинда разнищва мистерията зад убийства и преследвания в колеж, които се случват точно като в определени филми на ужасите. |                              |                                 |                    |                                                           |                          |
| 16 | Deadbeat Dads                | Марк Б. Пери                    | Глория Музио       | 2 май 2008 г. (САЩ) 5 ноември 2009 г. (България)          | 9.21                     |
| Професор Пейн се запознава с Елиът, идеалния син на едно от бившите му приятелки. Когато той разбира, че момчето е почти на 10 години, той също разбира, че може би е бащата на детето. Това ядосва починалата му съпруга и тя започва да си отмъщава. Междувременно Мелинда, виждайки Пейн, Елиът и майка му щастливи, казва на Джим, че иска свое дете. |                              |                                 |                    |                                                           |                          |
| 17 | Stranglehold                 | Лоури МъкКарти и П.К. Саймъндс  | Ерик Ланювил       | 6 март 2009 г. (САЩ) 6 ноември 2009 г. (България)         | 8.78                     |
| Маскиран мъж се появява в сънищата на Мелинда, а междувременно тя открива, че баща ѝ е жив и е в Грандвю. Но някой се опитва да ѝ го отнеме, тъкмо когато най-после го е срещнала. |                              |                                 |                    |                                                           |                          |
| 18 | Peter Familias               | Джон Грей                       | Джон Грей          | 16 май 2008 г. (САЩ) 7 ноември 2009 г. (България)         | 8.44                     |
| Мелинда изживява огромен шок, разбирайки тайната на семейството си. Том Гордън не ѝ е баща, а Пол Ийстман е маскираният човек от сънищата ѝ и той е биологичният ѝ баща. Том го е убил преди години и се е грижил за Мелинда, докато не я е изоставил. Сега Мелинда трябва да се изправи пред дилемата да убие човека, който е мислела за свой баща, поради простата причина че той се опитва да стори същото с нея. В края на епизода Мелинда получава шокиращо предсказание от Наблюдателите, което засяга живота на някой неин близък човек...                                 |                              |                                 |                    |                                                           |                          |